# Кунденко Микола Петрович
Кунденко Микола Петрович (нар. 9 вересня 1972) — український науковець у галузі електротехнологій, доктор технічних наук, професор кафедри інтегрованих технологій та енергетичного машинобудування Державного біотехнологічного університету.

## Біографія
Микола Кунденко народився 9 вересня 1972 року у смт Сахновщина Харківської області.
По закінченні з відзнакою у 1995 році факультету електрифікації сільського господарства Харківського інституту механізації та електрифікації сільського господарства він залишився працювати в інституті.
У 1996 році вступає до аспірантури інституту, яку завершує у 2000 році. У 2002 році він захистив кандидатську дисертацію «Удосконалення процесу та обладнання для пастеризації молока ІЧ-випромінюванням».
Протягом 2002—2008 років був головою комітету у справах сім'ї, молоді та спорту Харківського інституту механізації та електрифікації сільського господарства.
У 2003 році Микола Кунденко став доцентом кафедри електротехнології сільськогосподарського виробництва цього інституту.
У 2013 році він успішно захистив докторську дисертацію «Молекулярна акустична технологія та електронні системи контролю в технологічному процесі відтворення тварин». Того ж року він став завідувачем кафедри інтегрованих електротехнологій та процесів Навчально-наукового інституту енергетики та комп'ютерних технологій Харківського національного технічного університету сільського господарства імені Петра Василенка.
З 2021 року працює професором кафедри інтегрованих електротехнологій та енергетичного машинобудування Державного біотехнологічного університету.

## Науковий доробок
У науковому доробку Миколи Кунденка понад 40 наукових та методичних праць. До сфери безпосередніх наукових дослідницьких інтересів належать проблеми впливу електромагнітних хвиль на біологічні об'єкти, а також молекулярної акустичної технології та електронних систем контролю в технологічному процесі відтворення тварин (http://internal.khntusg.com.ua/athra/web/index.php/browse?value=КУНДЕНКО%20МИКОЛА%20ПЕТРОВИЧ).
Наукові праці:
- Кунденко М. П. Застосування акустичних полів в сільському господарстві // Вісник Харківського технічного університету сільського господарства. — 2010. — Вип. 102.
- Кунденко Н. П. Исследование открытой резонансной системы с отрезком круглого волновода // Восточно-Европейский журнал передовых технологий. — 2012. — № 3/5(57) (один із співавторів)
- Кунденко Н. П. Алгоритм расчета диффузного потока к поверхности сфероида, моделирующего спермий // Вісник Національного технічного університету «Харківського політехнічного інституту». — 2012. — Вип. 18.